# Efraín Morales Sánchez
Efraín Morales Sánchez (Iztapalapa, 27 de junio de 1953) es un político mexicano y fue diputado por el Partido de la Revolución Democrática en la LX Legislatura del Congreso de la Unión de México y diputado local Propietario por el PRD para el período 2006-2009. Tomó el lugar de su hermano en la Asamblea Legislativa del Distrito Federal, Carlos Augusto Morales, quien dejó esa curul y por 3 tres años fue diputado federal; son hijos del exdiputado federal, Efraín Morales Sánchez.